# Yuriko Onodera
Yuriko Onodera, född 1 oktober 1906, död 31 mars 1998, var en japansk översättare, essäist och facklitterär författare. Hennes make var den japanska underrättelseofficeren Makoto Onodera. Hon är känd för sina översättningar av barnlitteratur,  av till exempel Tove Janssons Mumin-böcker.

## Karriär
Onodera föddes i Tokyo och tog sin examen vid Tokyo Women's Higher Normal School (nuvarande Ochanomizu Junior High School/High School). Under andra världskriget tjänstgjorde Onoderas make vid den japanska legationen i Sverige, och Onodera kom att hjälpa maken med kryptering. Först under den senare delen av sitt liv började Onodera ägna sig åt översättning och översatte då flera svenskspråkiga verk av bland andra Ellen Key, Tove Jansson, Astrid Lindgren och Elsa Beskow.

## Översättningar i urval
- Av Tove Jansson
  - Toobe Yanson Zenshuu 6: Muuminpapa umi e iku (Tove Janssons samlade verk 6: Pappan och havet), Kodansha 1968, i nyutgåva från Kodansha Bunko 2011
  - Toobe Yanson Zenshuu 2: Muuminpapa no omoide (Tove Janssons samlade verk 2: Muminpappans memoarer), Kodansha 1969, i nyutgåva från Kodansha Bunko 2011
  - Muumintani e no fushigi na tabi (Den farliga resan), Kodansha 1980
- Av Ellen Key
  - Jidō no seiki (Barnets århundrade), med Makoto Onodera, Huzanbo Hyaka Bunko 1979
- Av Elsa Beskow
  - Pere no atarashii fuku (Pelles nya kläder), Fukuinkan Shoten 1976
  - Buruuberimori de no Putte no bōken (Puttes äventyr i blåbärsskogen), Fukuinkan Shoten 1977
  - Urre to fuyu no mori (Olles skidfärd), Rakuda Shuppan 1981
- Av Barbro Lindgren
  - Mama to kikanbo bōya (Den vilda bebin), Yugakusha 1981
  - Makkusu no kukkii (Max kaka), Yugakusha 1982
  - Makkusu no kuma-chan (Max nalle), Yugakusha 1982
  - Makkusu no jidōsha (Max bil), Yugakusha 1982